# Erythropodium salomonense
Erythropodium salomonense är en korallart som beskrevs av Thomson och Mackinnon 1910. Erythropodium salomonense ingår i släktet Erythropodium och familjen Anthothelidae. Inga underarter finns listade i Catalogue of Life.